# Predrag Čulina
Predrag Čulina (* 10. August 1970) ist ein ehemaliger serbischer Fußballspieler.

## Karriere
Čulina begann seine Karriere beim FC Hard, bei dem er ab 1987 auch für die erste Mannschaft spielte. Mit dieser stieg er 1989 in die Regionalliga West auf. Zur Saison 1991/92 wechselte er zum Zweitligisten SCR Altach. Sein Debüt in der 2. Division gab er im Juli 1991 gegen den SK Austria Klagenfurt. Für Altach kam er insgesamt zu 20 Zweitligaeinsätzen, in denen er einmal traf. Zu Saisonende stieg er mit dem Verein jedoch aus der zweithöchsten Spielklasse ab.
Zur Saison 1993/94 kehrte er zum Ligakonkurrenten Hard zurück. Nach zwei weiteren Spielzeiten dort beendete Čulina seine Karriere nach der Saison 1994/95.